# 신세하 (가수)
신세하(Xin Seha, 1993년 9월 21일 ~ )는 대한민국의 가수, 작곡가이다.

## 앨범
- 《맞닿음》 (2015년 2월 6일)
- 《24Town》 (2015년 4월 21일)
- 《티를 내 (Timeline)》 (2016년 4월 4일)
- 《7F, the Void》 (2017년 2월 27일)
- 《Airway》 (2018년 6월 4일)
- 《1000》 (2019년 10월 27일)

### 작곡
- 2013년 김아일 - 〈V*$*V〉 작곡
- 2014년 김아일 - 〈사과를 깨무는〉 작곡
- 2014년 김아일 - 〈D.A.I.S.Y.〉 작곡
- 2014년 김아일 - 〈Puff In Groove〉 작곡
- 2014년 김아일 - 〈SAMOⓒ 아우토반〉 작곡
- 2014년 김아일 - 〈제 주 도〉 작곡
- 2014년 김아일 - 〈해변에서〉 작사, 작곡
- 2014년 김아일 - 〈Theo〉 작곡
- 2014년 김아일 - 〈Good Food And Vibration〉 작곡